# Rehfarbe
Als rehfarben wird bei verschiedenen Haustieren ein beiger Farbton bezeichnet. Die englische Entsprechung ist fawn.

## Hunde

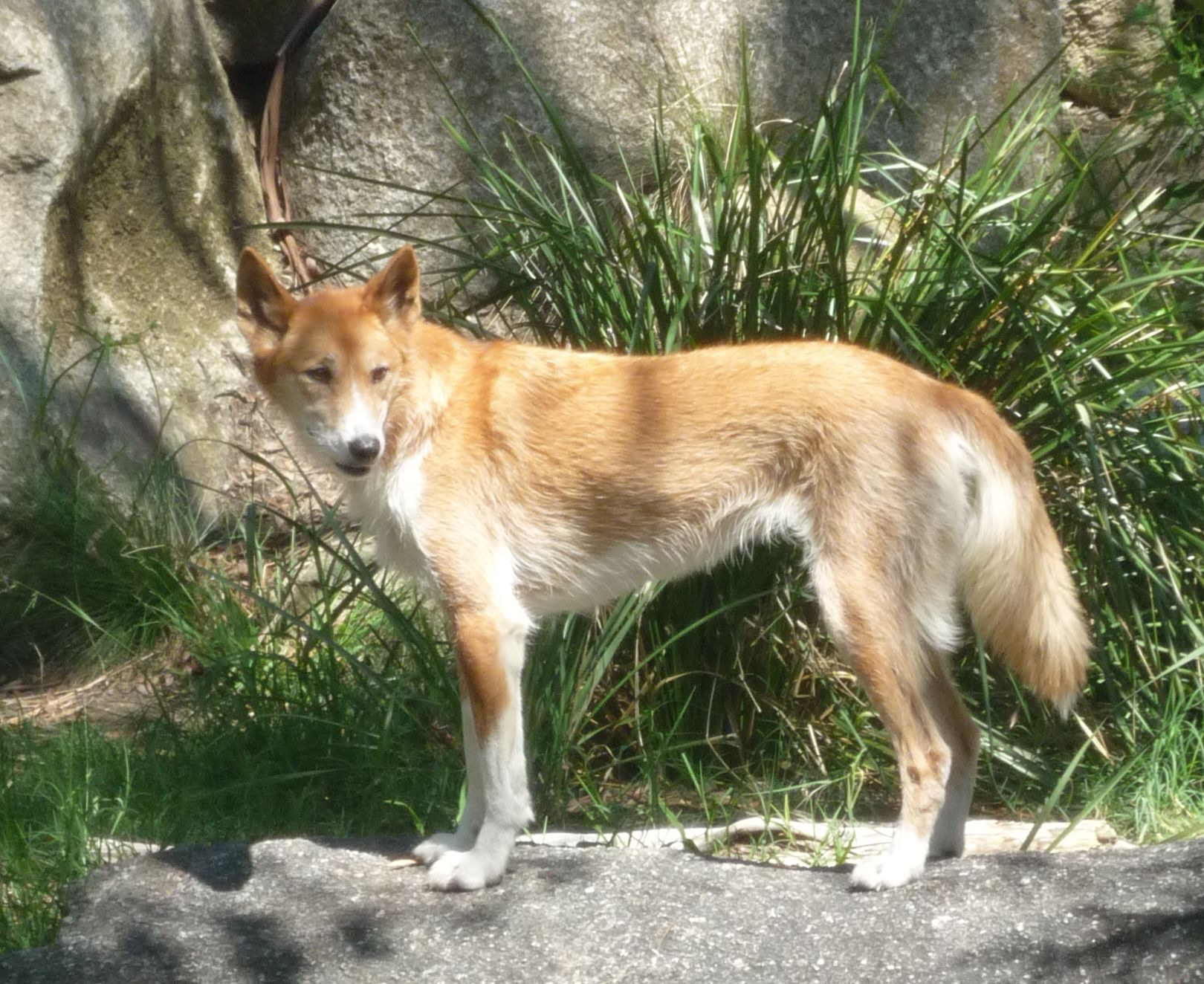
Dingo

Rehfarbene Hunde können auf unterschiedliche Weise entstehen. Sie tragen mindestens einmal das Allel ay des Agouti-Locus oder das Allel e des Extension-Locus doppelt (homozygot).

### Allel aydes Agouti-Locus
Das Allel ay ist dominant gegen die anderen drei bekannten Agouti-Allele aw (Wildtyp), at (lohfarben bzw. Black and Tan oder Blue and Tan) und a (non-agouti, rezessive Schwarzfärbung). Damit der Hund Rehfarben ist, muss zusätzlich auf dem K-Locus das Allel ky homozygot vorliegen, da die anderen beiden anderen Allele zu gestromten (kbr) oder dominant schwarzem Fell (kB) führen würden. Das Allel EM des Extension-Locus führt zu einer schwarzen Gesichtsmaske bei Hunden die durch ay rehfarben sind. Ein unbekanntes Gen kann bei Hunden mit dem Gen ay zu einer Sattelzeichnung aus durchgefärbten schwarzen Haaren führen.

### Allel e des Extension-Locus

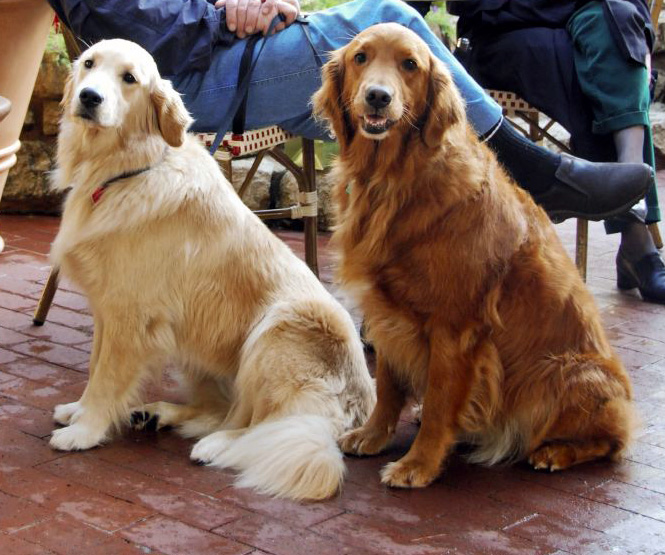
Golden Retriever erhalten ihre weiße bis rehbraune Farbe durch ee auf dem Extension-Locus verbunden mit unterschiedlichen Allelkombinationen auf dem I-Locus

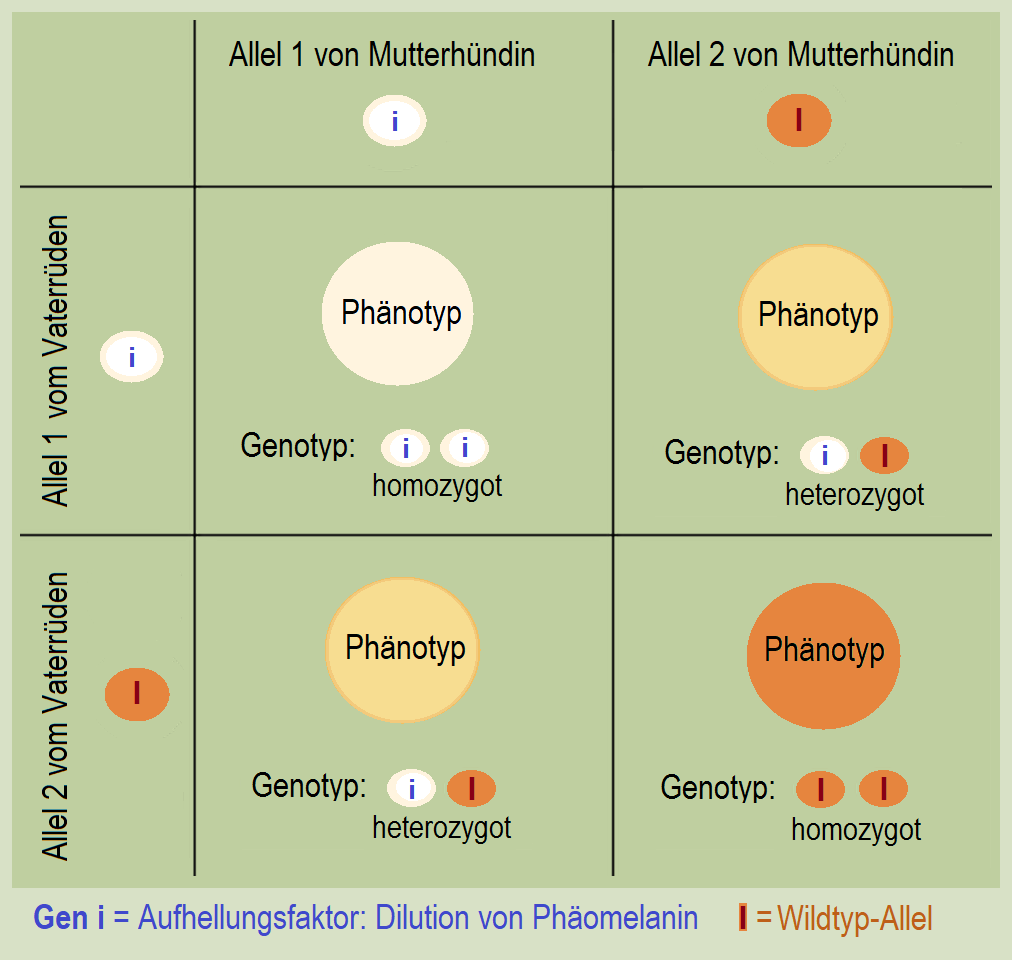
Intermediäre Vererbung Aufhellungsfaktor Gen i.

Das Allel e ist rezessiv gegenüber den anderen Allelen des Extension-Locus. Seine Rehfarbe prägt sich deshalb nur aus, wenn es doppelt (homozygot) vorliegt (ee). Gleichzeitig ist es epistatisch gegenüber allen Allelen des Agouti-Locus und des K-Locus. Hunde mit dem Genotyp ee können nur Phäomelanin ins Fell einlagern. Sie sind immer rehfarben, egal welche Gene auf dem Augouti-Locus und anderen Genloci für Fellfarben vorliegen. Die Färbung kann unterschiedliche Farbtiefe bzw. unterschiedliche Helligkeitsgrade aufweisen. Durch ee rehfarbene Hunde haben nie eine schwarze Gesichtsmaske.

### Braungen und MLPH-Gen
Bei der vom Braun-Gen (Genotyp b b) bestimmten schokoladenbraunen Fellfarbe sind auch Nasenschwamm und Lefzen braun. Wenn Weimaraner rehfarben erscheinen, ist das darauf zurückzuführen, dass das Eumelanin durch das Braun-Gen und das MLPH-Gen (Dilute-Gen) aufgehellt wurde. Da diese Fellfarbe auf Eumelanin zurückzuführen ist, könnte sie auch durch das Merlegen beeinflusst werden.

### Beeinflussung durch weitere Gene
Beide Formen der Rehfarbe können auch verdünnt auftreten. Das MLPH-Gen (vgl. Dilute-Gen) verändert das Phäomelanin nur wenig. Ein sogenanntes Gen i auf dem Intensity-Locus verringert die Farbtiefe in Fellbereichen mit Phäomelanin. Das Wildtyp-Allel wird I genannt. Der Erbgang ist intermediär. Wenn das Allel i nur einmal vorliegt (heterozygot), hellt es einen rehfarbenen Hund zu hell sandfarben auf. Liegt das Allel i doppelt vor (homozygot), wird der Hund zu weiß aufgehellt. Es handelt sich bei dem Allelpaar I / i um einen der wenigen intermediären Erbgänge bei der Farbvererbung bei Hunden. Außerdem gibt es beim Italienischen Windspiel offensichtlich ein weiteres Dilute-Gen, das auch Phäomelanin aufhellt und nicht mit dem MLPH-Gen identisch ist. Das Merlegen beeinflusst die durch Genotyp e e oder ay bedingte Rehfarbe nicht und kann deshalb von rehfarbenen Hunden unerkannt weitervererbt werden. Beim Weimaraner geht die Färbung nicht ins Gelblich-Rötliche, sondern ins Beige ("Silber-, reh- oder mausgrau") denn hier ist das braune Pigment nicht das Phäomelanin, sondern ein durch bb auf dem Braun-Locus zu braun verändertes Eumelanin, das durch das Dilute-Gen stark aufgehellt wurde.
Darüber hinaus können die verschiedenen Leuzismusgene dazu führen, dass genetisch rehfarbene Hunde weiß werden, weiße Flecken oder untergemischte weiße Haare erhalten.

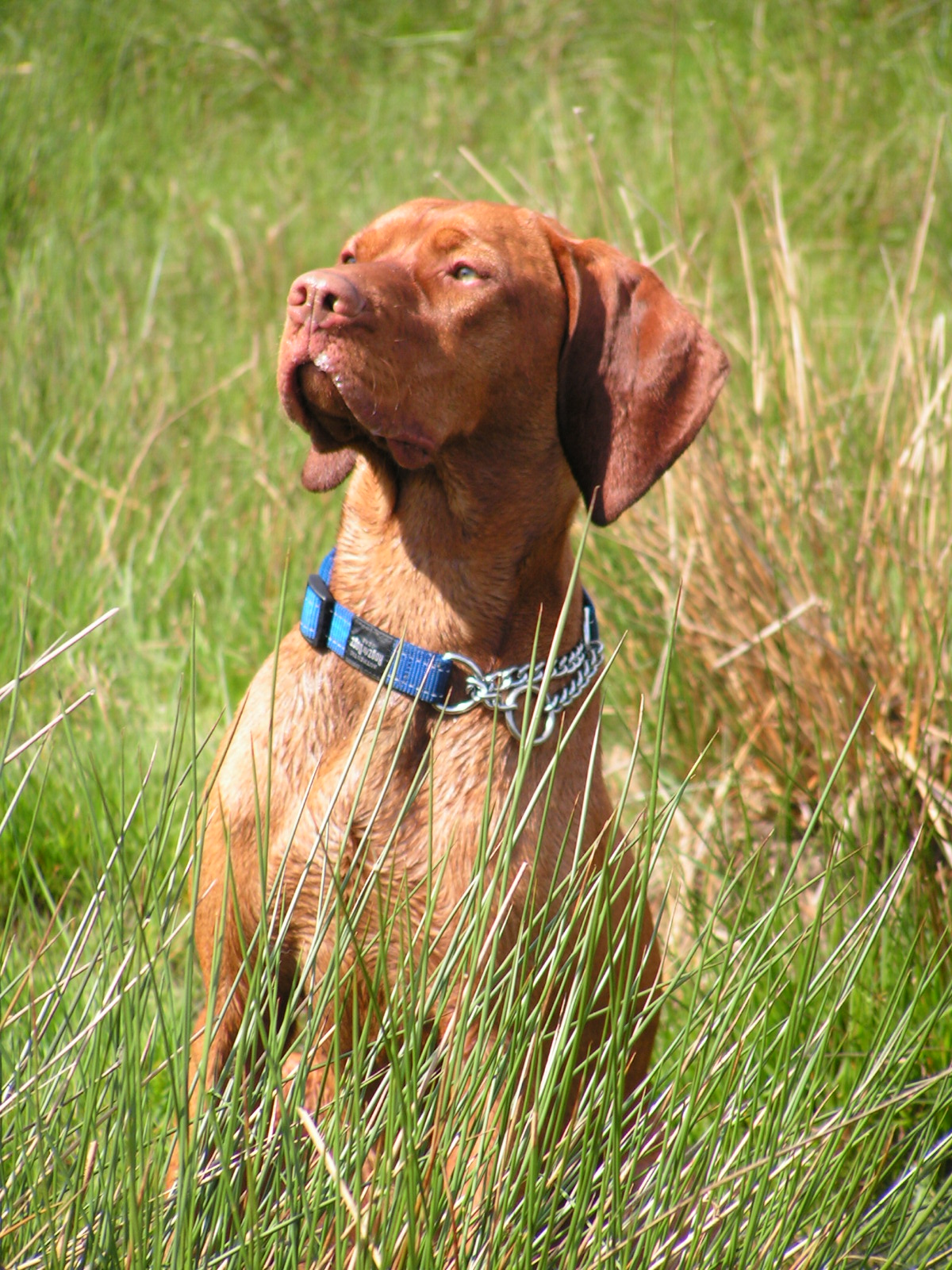
Der rehfarbene Vizsla Genotyp ee erhält bei unveränderter Fellfarbe durch das Braungen bb eine braune Nase
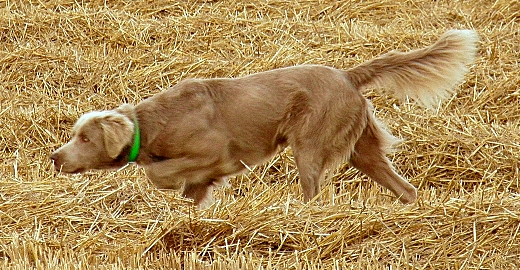
Rehfarbener Langhaar-Weimaraner
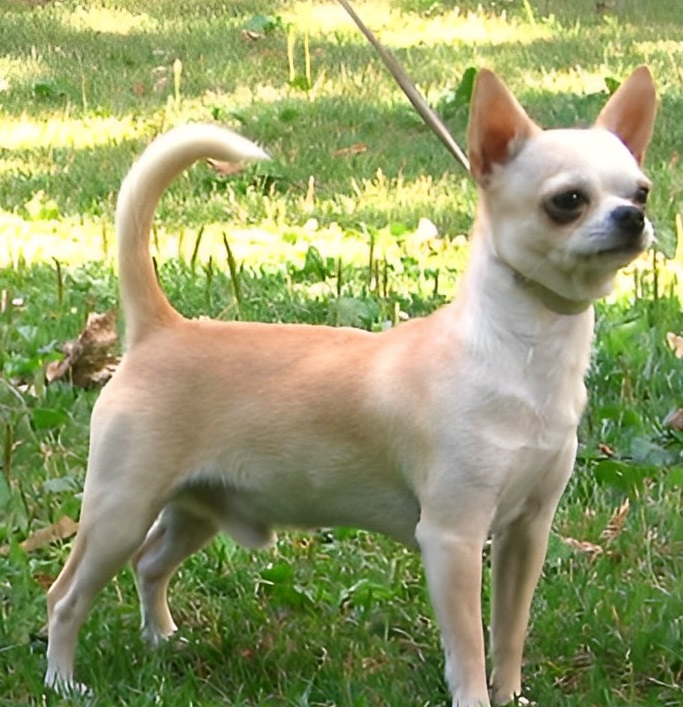
Chihuahua Genotyp Ay mit I / i hell sandfarben.
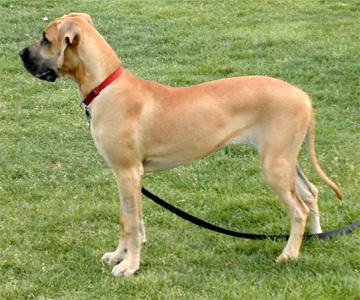
Durch ay rehfarbene Deutsche Dogge mit schwarzer Maske durch EM auf dem Extension-Locus